# Plettet løvhyttefugl
Plettet løvhyttefugl (Chlamydera maculata) er en stationær, mellemstor spurvefugl, som findes i store dele af de mere tørre områder i det østlige Australien. Arten er kendt for sin bemærkelsesværdige adfærd, ligesom mange andre løvhyttefugle (Ptilonorynchidae), som omfatter bygning og udsmykning af "løvhytter",  parringsdanse og efterligning af andres fugles sang. Plettet løvhyttefugl er stedvis almindelig, men samlet set menes bestanden at være i tilbagegang.

## Beskrivelse
Med en længde på 29 cm er plettet løvhyttefugl mellemstor blandt løvhyttefugle, men den er ret slank og kompakt. De to køn er ens med et lyst rødligt hoved med gråbrune striber, og en nakke, der er prydet med en lilla-rosa kam. Oversiden er sortbrun med ravfarvede pletter, mens den lysere underside er cremefarvet med grålige bølger og bånd og en let gul nuance på nedre del af bugen og halen. Næbbet er sort, øjnene er mørkebrune og benene er olivenbrune.
Plettet løvhyttefugl har en bred vifte af lyde. Typiske kald inkluderer højtlydt, hård kvidren og andre toner, såvel som den komplekse vokalefterligning, der er karakteristisk for løvhyttefugle. Plettet løvhyttefugl er dygtige stemmemimikere og er kendt for at efterligne mange fugles kald såvel som andre lyde. Når mennesker eller andre potentielle trusler kommer tæt på, efterligner hannerne ved løvhytter og hunnerne ved reder ofte en rovfugls kald, såsom kilehaleørn (Aquila audax), hvidhovedet latterfugl (Dacelo leachii), gråkronet buenæb (Pomatostomus temporalis), grå slagterfugl (Cracticus torquatus), sangslagterfugl (Cracticus nigrogularis), fløjtefugl (Gymnorhina tibicen), australsk ravn (Corvus coronoides), apostelfugl (Struthidea cinerea) og honningædere (Meliphagidae spp.) med flere. Andre lyde, der efterlignes, omfatter store planteædere, der bevæger sig gennem buskadset eller over nedfaldne grene, knitrende lyde fra hegnstråd, træhugning, piskesmæld og den fløjtende flugtlyd af australsk topdue.

## Taksonomi og systematik
Den blev først beskrevet af John Gould som Ptilonorynchus maculata og senere ændret til Chlamydodera occipitalis, det blev igen ændret til Chlamydera maculata, som er det i øjeblikket accepterede navn af nogle taksonomiske myndigheder (f.eks. James Clements, Birdlife International og ITIS). Molekylære undersøgelser af Kusmierski et al. fik Christidis og Boles til at slå slægten Chlamydera sammen med Ptilonorynchus, hvilket førte til det nuværende alternative navn Ptilonorynchus maculatus. Plettet løhyttefugl blev tidligere betragtet som samme art som kraveløvhyttefugl (Ptilonorynchus guttata), indtil sidstnævnte blev defineret som en særskilt art af Gould. Plettet løvhyttefugl er en monotypisk art uden nogen underart beskrevet.

## Habitat
Plettet løvhyttefugl forekommer oftest i tørre, åbne sklerofylskove med tæt underskov af små træer og buske, hvor deres fjerdragt gør den svær at se. Den har særlig præference for levesteder domineret af eukalyptus-arter (Eucalyptus) og/eller Acacia harpophylla og foretrækker skove ved vandløb. Plettet løvhyttefugl opholder sig ofte i frugtplantager, parker og er kendt for hyppigt at komme til huse og haver på landet.

## Føde
Plettet løvhyttefugls kost består hovedsageligt af frugter, blomster og frø, men den spiser også leddyr. Det er også kendt, at de tager madrester fra campingpladser og huse og plyndrer frugtplantager og haver for at finde frugt. Plettet løvhyttefugl fouragerer normalt alene eller i små grupper, men ses nogle gange i flokke på 10-30 fugle udenfor ynglesæsonen.

## Adfærd

### Yngel
Yngletiden er mellem juli og marts, og de fleste æg lægges fra oktober til februar.

#### Løvhytter
Som de fleste andre løvhyttefugle har plettet løvhyttefugl polygyni, og hannerne bygger og vedligeholder løvhytter og paradepladser. Disse tjener som samlingspunkt for sociale aktiviteter og menes at fungere som en indikator for hannens kvalitet for potentielle partnere. Plettet løvhyttefugl bygger alléer af græs og kviste, der er bredere end hos mange andre allébyggende løvhyttefugle. Hannerne kan male væggene med tygget græs og spyt  Løvhytterne bygges almindeligvis under store, tornede buske, der giver ly og frugt. Nogle løvhyttesteder, kendt som traditionelle steder, kan bevares i op til 20 år og genopbygges hvert år af hannerne.

#### Paradepladser
Paradepladser er placeret umiddelbart ved siden af løvhytterne og er dekoreret med blade, blomster, frugter, frøkapsler, insekt-ekskrementer og -hudskeletter, skaller, æggeskaller, knogler, sten og trækul. Menneskeskabte genstande bruges også ofte til at dekoringen, herunder glas, tråd, folie og andre metalgenstande. Antallet og typerne af dekorationer er knyttet til hannernes parringssucces, hvilket tyder på, at dekorationer også spiller en rolle for hunnernes parringsvalg. De typer af dekorationer, der foretrækkes af plettet løvhyttefugl, varierer geografisk.

#### Parringsdans
Når hunnerne er blevet tiltrukket af løvhytterne, udfører hannerne en omfattende parringsdans, der består af centrale og perifere opvisninger, med tilhørende lyde hele vejen igennem. Som noget unikt for plettet løvhyttefugl ser hunnerne den energiske optræden gennem den delvis gennemsigtige nordvæg i løvhytten.
- Centrale opvisninger foregår i umiddelbar nærhed af løvhytten og omfatter en oprejst kropsholdning, løftede vinger og fremvisning af den lilla-rosa nakkekam, som er størst hos hanner, der har en løvhytte. [1][2][3] I denne fase er bevægelserne rykvise, uregelmæssige og anstrengte.[1]

- Perifere opvisninger består af hanner, der går rundt om i deres løvhytte i store cirkler med løftet hoved, åbent næb, spændt hale og hængende vinger.[1] Hannerne bruger ofte dekorationer som rekvisitter under opvisningen, idet de enten holder dem i næbbet eller samler dem op og kaster dem aggressivt ned.[1] Parringsdansen kan vare minutter eller nogle gange mere end en time. [1]

#### Rede og æg
Ligesom for de fleste andre løvhyttefugle tager hannerne ikke del i yngelplejen. Hunnerne bygger rede i træer og buske, men også lejlighedsvis i mistelter (familien Loranthaceae) i gennemsnit 6 m over jorden. Reden består af et bæger af fine kviste til ægget bygget på et fundament af større pinde og kviste. Der er normalt kun et enkelt æg, der er ovalt og lyst grøngråt med kraftige slyngede mønstre af mørkebrunt og sort.

## Bevaringsstatus
Plettet løvhyttefugl er opført ikke truet på IUCN's rødliste og er stedvist almindelige, men generelt menes arten at være i tilbagegang. Lokale udryddelser er almindelige i store dele af dens udbredelsesområde, især mod sydvest.  Arten er nu uddød i det sydlige Australien, hvor den tidligere havde et lille udbredelsesområde, og er fredet under Victorian Flora and Fauna Guarantee Act 1988. Årsagerne til tilbagegangen kan være ulovlig nedskydning og forgiftning udført af mennesker, der betragter dem som skadedyr, jagt fra indførte arter som f.eks. vildtlevende katte (Felis catus) og rød ræv (Vulpes vulpes) samt rydning og ændring af levesteder, der fører til fragmentering.